# Spiroplax
Spiroplax is een geslacht van kreeftachtigen uit de klasse van de Malacostraca (hogere kreeftachtigen).

## Soort
- Spiroplax spiralis (Barnard, 1950)